# سام برينر
سام برينر (بالإنجليزية: Sam Brenner)‏ هو لاعب كرة قدم أمريكية أمريكي، ولد في 27 أبريل 1990 في أوسيانسيدي في الولايات المتحدة.

## وصلات خارجية
- سام برينر على موقع مرجع كرة القدم المحترفة.كوم (الإنجليزية)